# Księżniczka Kaoruko
Księżniczka Kaoruko (jap. 馨子内親王 Kaoruko-naishinno; ur. 17 lutego 1029, zm. 26 września 1093) – była cesarzowa Japonii, małżonka cesarza Go-Sanjō, znana również jako Cesarzowa Dworu Zachodniego (西院皇后 Saiin-no Kōgō).
Po narodzinach jej siostry, księżniczki Shōshi, reakcja na narodziny księżniczki Kaoruko była chłodna, ponieważ dwór oczekiwał narodzin księcia.
Po śmierci męża, cesarza Go-Sanjo, w 1073 r., została buddyjską mniszką nazywaną Saiin-no Kōgō (西院皇后).